# Кшеслав Курозвенцький (пом. 1503)
Кшеслав Курозвенцький гербу Порай (бл. 1440 — 5 квітня 1503) — польський римо-католицький і державний діяч, дипломат; куявсько-поморський єпископ (1494—1503), канцлер великий коронний (1484—1503).

## Життєпис

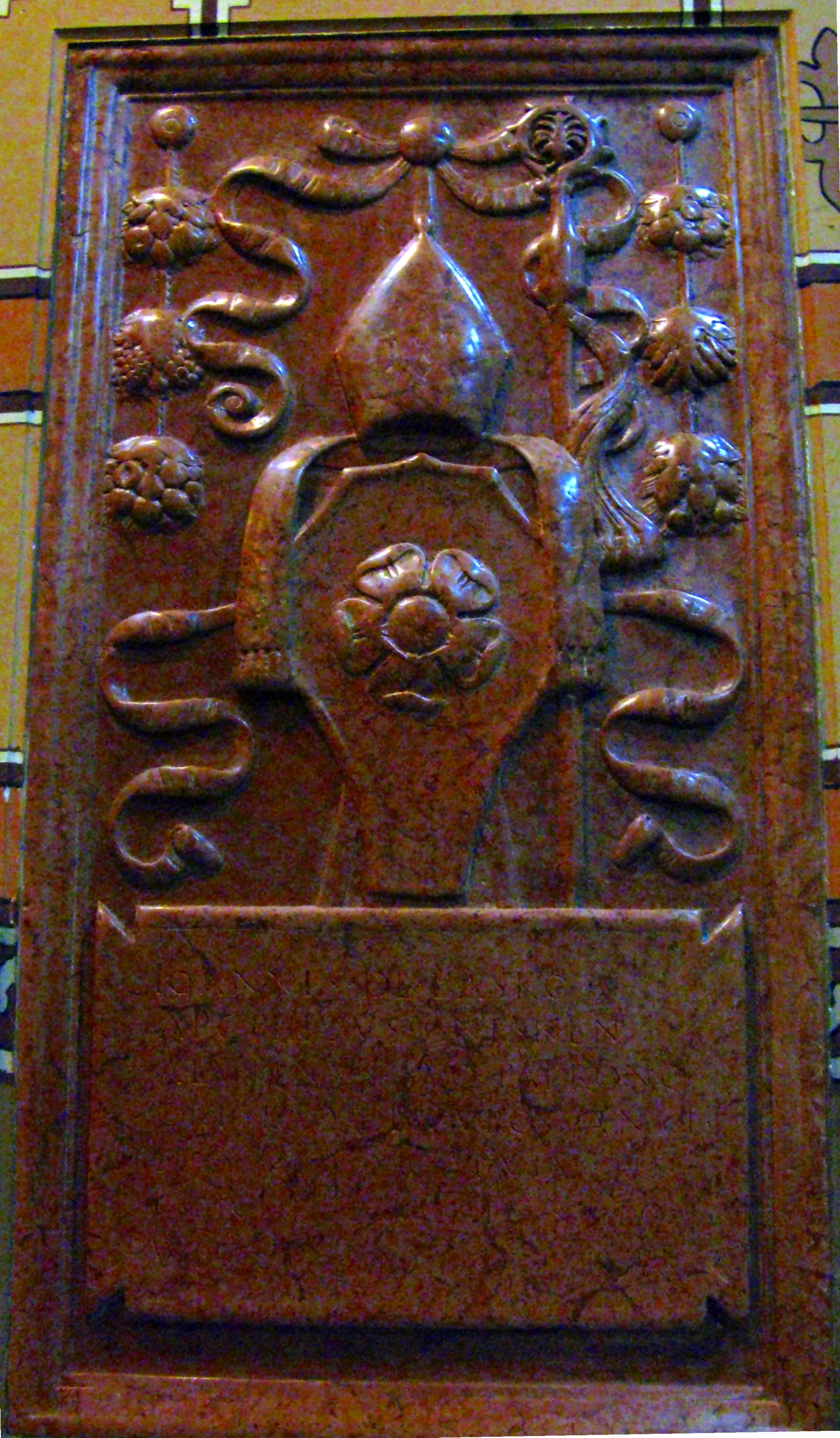
Надгробок Кшеслава Курозвенцького у Катедральній базиліці Небовзяття Пресвятої Діви Марії у Влоцлавеку, скульптор Ян Флорентчик

Народився Кшеслав близько 1440 року в сім'ї люблінського каштеляна Кшеслава з Ґжибова Курозвенцького та Еви Чорної з Горчиць гербу Сулима. Мав 5 братів — Пйотра, Добєслава, Станіслава, Яна, Миколая; та 2 сестер — Анну й Урсулу.
1459 року розпочав навчання у Краківській академії, 1462 року здобув ступінь бакалавра.

### Церковна кар'єра
Кшеслав Курозвенцький 1459 року став каноніком влоцлавським, 1476 року краківським, 1480 року ґнєзненським, 1482 року перемишльським. Був латинським парохом (пробощем) у Бохні (1474), кантором познанської катедральної капітули (1480—1484, ґнєзненським деканом (1478–1487 і 1492—1494) і кантором (1489); кантором (1484—1486), пробстом і деканом краківським (1493). 1494 року був обраний куявсько-поморським єпископом, до обов'язків приступив на початку 1495 року. У своїй дієцезії провів 3 синоди, переслідував прибічників гуситського руху.

### Політична кар'єра
Кшеслав Курозвенцький також виконував важливі державні функції. З 1472 року працював у королівській канцелярії писарем, з 1474 року секретарем, потім секретарем великим коронним короля Казимира Ягеллончика (1476—1479), канцлером великим коронним (1484—1503). 1490 року був послом до Угорщини з метою посадження на тамтешній трон королевича Яна Ольбрахта, одним із найближчих прибічників якого він був. 1496 року засвідчив видання Пйотркувського статуту. 1497 року разом із Миколаєм Подльодовським був у посольстві до молдавського воєводи Штефана III щодо спільного походу проти турків. 6 травня 1499 року підписав у Кракові акт поновлення польсько-литовської унії. Підписав декрет обрання Олександра Ягеллончика польським королем 3 жовтня 1501 року. 1501 року він був одним із можновладців, які змусили Олександра Ягеллончика видати Мельницький привілей, який значно обмежив владу короля. Був підписантом пйотркувсько-мельницької унії 1501 року.
Був протектором Яна Ласького, майбутнього примаса Польщі, якого він взяв працювати до своєї канцелярії, відправив до Риму отримувати титул куявсько-поморського єпископа, а також якому неодноразово передавав важливі церковні посади.
Помер Кшеслав Курозвенцький 5 квітня 1503 року у Вольбужі, похований у Катедральній базиліці Небовзяття Пресвятої Діви Марії у Влоцлавеку 27 квітня.